# Lista över Robert Berghs större segrar
Lista över Robert Berghs större segrar som travkusk och/eller travtränare.

## Grupp 1-lopp
| År   | Lopp                          | Häst             | Kusk                 |
| ---- | ----------------------------- | ---------------- | -------------------- |
| 1996 | Svenskt Trav-Kriterium        | Remington Crown  | Robert Bergh         |
| 1997 | Konung Gustaf V:s Pokal       | Remington Crown  | Robert Bergh         |
| 1997 | Svenskt Travderby             | Remington Crown  | Robert Bergh         |
| 1998 | Norrbottens Stora Pris        | Remington Crown  | Robert Bergh         |
| 1999 | Svenskt Trav-Kriterium        | Simb Zipper      | Robert Bergh         |
| 1999 | Breeders' Crown, 3-åriga h/v  | Simb Zipper      | Robert Bergh         |
| 2000 | Svenskt Trav-Kriterium        | Hilda Zonett     | Robert Bergh         |
| 2000 | Breeders' Crown, 3-åriga ston | Hilda Zonett     | Robert Bergh         |
| 2001 | Drottning Silvias Pokal       | Hilda Zonett     | Robert Bergh         |
| 2001 | Svenskt Travderby             | Hilda Zonett     | Robert Bergh         |
| 2003 | Prix de France                | Hilda Zonett     | Robert Bergh         |
| 2003 | Norrbottens Stora Pris        | Hilda Zonett     | Robert Bergh         |
| 2003 | Svenskt Travderby             | Tsar d'Inverne   | Robert Bergh         |
| 2003 | Sto-SM                        | Hilda Zonett     | Robert Bergh         |
| 2006 | Sprintermästaren              | Fantasy Broline  | Robert Bergh         |
| 2007 | Gran Premio Orsi Mangelli     | Adrian Chip      | Robert Bergh         |
| 2007 | Ulf Thoresens Minneslopp      | Adrian Chip      | Robert Bergh         |
| 2010 | Sprintermästaren              | You Bet Hornline | Robert Bergh         |
| 2010 | St. Michel Ajo                | Amour Ami        | Mika Forss           |
| 2011 | Grand Prix l’UET              | Kadett C.D.      | Robert Bergh         |
| 2011 | Breeders' Crown, 4-åriga h/v  | Kadett C.D.      | Robert Bergh         |
| 2013 | Elitloppet                    | Nahar            | Robert Bergh         |
| 2013 | Norrbottens Stora Pris        | Nahar            | Robert Bergh         |
| 2014 | Norrbottens Stora Pris        | Nahar            | Robert Bergh         |
| 2014 | Hugo Åbergs Memorial          | Ed You           | Robert Bergh         |
| 2014 | UET Trotting Masters          | Ed You           | Torbjörn Jansson     |
| 2015 | E3-final (långa), ston        | Timbal           | Robert Bergh         |
| 2017 | Konung Gustaf V:s Pokal       | Diamanten        | Christoffer Eriksson |
| 2017 | Sprintermästaren              | Diamanten        | Christoffer Eriksson |
| 2017 | Grosser Preis von Deutschland | Diamanten        | Kim Eriksson         |
| 2019 | Svenskt Trav-Kriterium        | Power            | Robert Bergh         |
| 2020 | Svenskt Travderby             | Hail Mary        | Robert Bergh         |
| 2020 | Grand Prix l'UET              | Power            | Robert Bergh         |
| 2020 | Breeders' Crown, 4-åriga h/v  | Hail Mary        | Per Lennartsson      |
| 2021 | Drottning Silvias Pokal       | Fifty Cent Piece | Robert Bergh         |

## Grupp 2-lopp
| År   | Lopp                                   | Häst               | Kusk                |
| ---- | -------------------------------------- | ------------------ | ------------------- |
| 1997 | Fyraåringseliten                       | Remington Crown    | Robert Bergh        |
| 1998 | Jämtlands Stora Pris                   | Remington Crown    | Robert Bergh        |
| 1999 | E3-revanschen, hingstar/valacker       | Simb Zipper        | Per Lennartsson     |
| 2003 | Norrlands Grand Prix                   | Tsar d'Inverne     | Robert Bergh        |
| 2004 | Prix du Plateau de Gravelle            | Tsar d'Inverne     | Dominiek Locqueneux |
| 2004 | Sto-SM                                 | Hilda Zonett       | Robert Bergh        |
| 2005 | Jämtlands Stora Pris                   | Tsar d'Inverne     | Erik Adielsson      |
| 2006 | Norrlands Grand Prix                   | Cromwell           | Lars Lindberg       |
| 2006 | C.L. Müllers Memorial                  | Garros             | Robert Bergh        |
| 2008 | Solvalla Grand Prix                    | Adrian Chip        | Robert Bergh        |
| 2010 | Norrlands Grand Prix                   | You Bet Hornline   | Robert Bergh        |
| 2011 | Norrlands Grand Prix                   | Kadett C.D.        | Robert Bergh        |
| 2012 | E3-revanschen, hingstar/valacker       | Rafael Blågul      | Robert Bergh        |
| 2013 | H.K.H.Prins Daniels Lopp               | Nahar              | Robert Bergh        |
| 2013 | E3-revanschen, ston                    | Amazon Am          | Robert Bergh        |
| 2014 | Gulddivisionens final, feb             | Amaru Boko         | Robert Bergh        |
| 2014 | Sommartravets final                    | Poker Kronos       | Torbjörn Jansson    |
| 2014 | Gulddivisionens final, nov             | Nahar              | Robert Bergh        |
| 2015 | Grand Prix Departement Alpes-Maritimes | Going For Gold Zaz | Dominiek Locqueneux |
| 2015 | Gulddivisionens final, sept            | Global Money       | Robert Bergh        |
| 2015 | E3-revanschen, ston                    | Timbal             | Robert Bergh        |
| 2017 | Gulddivisionens final, april           | Kadett C.D.        | Robert Bergh        |
| 2017 | Örebro Intn'l                          | Balfour            | Kim Eriksson        |
| 2017 | Norrlands Grand Prix                   | Muscle Hustle      | Robert Bergh        |
| 2017 | Eskilstuna Fyraåringstest              | Diamanten          | Robert Bergh        |
| 2019 | Eskilstuna Fyraåringstest              | Pinto Bob          | Torbjörn Jansson    |
| 2021 | Prix de Croix                          | Power              | Éric Raffin         |
| 2021 | Stosprintern                           | Fifty Cent Piece   | Robert Bergh        |

## Övriga
| År   | Lopp                                 | Häst               | Kusk/Ryttare        |
| ---- | ------------------------------------ | ------------------ | ------------------- |
| 1993 | Klass II-final, juli                 | Agasso             | Robert Bergh        |
| 1994 | Mälarpriset                          | Rambrico           | Robert Bergh        |
| 1998 | Mälarpriset                          | Remington Crown    | Robert Bergh        |
| 2001 | Klass I-final, juni                  | Nice Devil Qui     | Erik Adielsson      |
| 2002 | Bronsdivisionens final, maj          | Palmer Zonett      | Robert Bergh        |
| 2002 | Bronsdivisionens final, sept         | Alf Broline        | Robert Bergh        |
| 2005 | Klass II-final, okt                  | Ågårds Nisse       | Robert Bergh        |
| 2005 | Klass I-final, dec                   | Västerbo Montoya   | Robert Bergh        |
| 2006 | Klass II-final, maj                  | Francoso           | Robert Bergh        |
| 2007 | Klass II-final, maj                  | Zoogan             | Torbjörn Jansson    |
| 2007 | The Owners Trophy                    | Mac Kindley        | Robert Bergh        |
| 2009 | Klass I-final, jan                   | Boytoy             | Åke Svanstedt       |
| 2009 | Klass I-final, juni                  | Juan Carlos        | Robert Bergh        |
| 2009 | Diamantstoets final, okt             | VästerboStreetlite | Robert Bergh        |
| 2009 | Grand Prix Andre de la Vaissière     | Mac Kindley        | Robert Bergh        |
| 2010 | Prix d'Arcachon                      | Mac Kindley        | Robert Bergh        |
| 2010 | Prix Pierre van Troyen               | Real de Rabut      | Robert Bergh        |
| 2011 | Bronsdivisionens final, april        | Putte Topline      | Erik Adielsson      |
| 2012 | Prix de Montignac-Charente           | Nahar              | Robert Bergh        |
| 2012 | Bronsdivisionens final, dec          | Udo's Oiler        | Robert Bergh        |
| 2013 | Bronsdivisionens final, aug          | Le Mat             | Robert Bergh        |
| 2014 | Klass I-final, feb                   | Trailing Edge      | Robert Bergh        |
| 2014 | Diamantstoets final, maj             | Kiss Me Kemp       | Örjan Kihlström     |
| 2014 | Klass I-final, juni                  | Bandit Hornline    | Robert Bergh        |
| 2014 | Big Noon-pokalen                     | Amazon Am          | Robert Bergh        |
| 2014 | Klass II-final, aug                  | Poker Kronos       | Robert Bergh        |
| 2014 | Klass II-final, sept                 | Speed Delicious    | Robert Bergh        |
| 2015 | Prix d'Issigeac                      | Udo's Oiler        | Robert Bergh        |
| 2015 | Johan Jacobssons Minne               | Timbal             | Örjan Kihlström     |
| 2016 | Klass I-final, feb                   | Michelangelo Ås    | Robert Bergh        |
| 2016 | Ragnar Thorngrens Minne              | Timbal             | Robert Bergh        |
| 2016 | Open Trot-Stayern                    | Bullyoung          | Kenth Åkerlund      |
| 2016 | Prix Emile Wendling                  | Diamanten          | Dominiek Locqueneux |
| 2016 | Prix Kurse                           | Diamanten          | Dominiek Locqueneux |
| 2017 | Klass I-final, feb                   | Aileron            | Robert Bergh        |
| 2017 | Prix Jean Cabrol                     | Opitergium         | Tony Le Beller      |
| 2017 | Silverdivisionens final, april       | Re Doc             | Robert Bergh        |
| 2017 | Bronsdivisionens final, juli         | Mellby Drake       | Jan Norberg         |
| 2017 | The Owners Trophy                    | Balfour            | Robert Bergh        |
| 2017 | Ragnar Thorngrens Minne              | Diamanten          | Robert Bergh        |
| 2017 | Bronsdivisionens final, aug          | Nobel Amok         | Robert Bergh        |
| 2017 | Åby Stora Pris, Heat B               | Muscle Hustle      | Robert Bergh        |
| 2017 | Ina Scots Ära                        | Muscle Hustle      | Robert Bergh        |
| 2017 | Prix de Picardie                     | Mindyourvalue W.F. | Yoann Lebourgeois   |
| 2018 | Margaretas Tidiga Unghästserie, jan  | Transcendence      | Robert Bergh        |
| 2018 | Silverdivisionens final, maj         | Coktail Fortuna    | Robert Bergh        |
| 2019 | Mälarpriset                          | Explosive Merlot   | Per Lennartsson     |
| 2019 | Margaretas Tidiga Unghästserie, juli | Power              | Robert Bergh        |
| 2019 | Nahars Lopp                          | Power              | Robert Bergh        |
| 2021 | Åby Nordic Monté Trophy              | Mindyourvalue W.F. | Emilia Leo          |
| 2021 | Ragnar Thorngrens Minne              | Mr Mah Can         | Rikard N. Skoglund  |
| 2021 | Monté-SM                             | Mindyourvalue W.F. | Éric Raffin         |